# مین‌وی
مِین‌وِی پایگاه داده آژانس امنیت ملی ایالات متحده آمریکا است که فراداده صدها میلیارد تماس تلفنی چهار شرکت تلفنی بزرگ در آمریکا ای‌تی اند تی، اس‌بی‌سی [بخشی از ای‌تی اند تی در دهه ۱۹۹۰ (میلادی)]، بل‌ساوت (که امروز، همه آن‌ها "ای‌تی اند تی" نامیده می‌شوند) و ورایزن کامیونیکیشنز را در خود نگه می‌دارد.
وجود این پایگاه داده و برنامه‌ای که آن را برای آژانس امنیت ملی گردآوری می‌کرد برای مردم ناشناخته بود. تا اینکه در ۱۰ مه ۲۰۰۶ (میلادی) یواس‌ای تودی از آن پرده برداشت. یواس‌ای تودی برآورد که در این پایگاه داده، درونمایه بیش از ۱/۹ تریلیون جزئیات تماس تلفنی در آن نگهداری می‌شود.
این درونمایه، اطلاعات جزئی مانند تماس‌گیرنده، دریافت‌کننده، تاریخ و ساعت، مدت زمان، و مانند آن‌ها را برای واکاوی ترافیک تماس‌های تلفنی و شبکه‌های اجتماعی را نگهداری می‌کند اما صدای گفتگو یا رونوشت آن را نگه نمی‌دارد.
بر پایه رئیس پیشین آژانس امنیت ملی، مایکل هیدن، آژانس امنیت ملی می‌خواست مین‌وی را پیش از حملات ۱۱ سپتامبر و در پاسخ به توطئه‌های حمله هزاره سال ۲۰۰۰ راه‌اندازی کند. اما این کار را نکرد. زیرا با قانون اساسی ایالات متحده آمریکا همخوانی نداشت. هایدن نوشت: "پاسخ [وزارت دادگستری ایالات متحده آمریکا] واضح بود: نمی‌توانید چنین کاری بکنید." در ژوئن ۲۰۱۳ این پایگاه داده، فراداده ۵ سال را نگه می‌داشت. بر پایه گفته‌های برنده جایزه پولیتزر، جیمز رایزن، مین‌وی، مهم‌ترین بخش از چهار بخش پدید آورنده برنامه تین‌ترد بود.
وجود این پایگاه داده، واکنش‌های خشم‌آلودی را بر انگیخت. زیرا جستجوی غیرقانونی بدون حکم دادگاه و نقض مفاد ثبت کننده اطلاعات ارتباطی لایحه نظارت بر اطلاعات خارجی و (در برخی موارد) متمم چهارم قانون اساسی ایالات متحده آمریکا است.
دولت ریاست‌جمهوری جورج دابلیو بوش، وجود پایگاه داده برای تماس‌های داخلی را نه رد و نه تأیید کرد. این کار دولت، با توطئه آژانس امنیت ملی دربارهٔ نگرانی دربارهٔ نظارت بر تماس‌های تلفنی، بدون حکم دادگاه، در تناقض است. در این صورت دولت تأیید کرده که دربارهٔ قانونی بودن برنامه، بحث‌های قانونی وجود دارد. اسم رمز برنامه، استلار ویند بود.
برنامه‌های همانندی در کشورهای دیگر وجود دارند یا برنامه‌ریزی شده‌اند. مانند پایگاه داده ترافیک تیتان در سوئد و برنامه نوسازی رهگیری در بریتانیا.
همتای ترافیک اینترنت مین‌وی، مارینا است.

## درونمایه
بر پایه یک منبع ناشناس، پایگاه داده مین‌وی "بزرگ‌ترین پایگاه داده‌ای است که تاکنون ساخته شده" و جزئیات همه تماس‌های تلفنی داخلی و بین‌المللی را نگه می‌دارد. جزئیات تماس‌های تلفنی شامل شماره تماس‌گیرنده، دریافت‌کننده، تاریخ، ساعت، مدت زمان، و موقعیت می‌شود. اگرچه پایگاه داده، نام و آدرس مردم را نگه نمی‌دارد اما این اطلاعات، به شکل گسترده‌ای از منابع طبقه‌بندی‌نشده در دسترس هستند.
بر پایه گروه پژوهش تله‌ژئوگرافی، ای‌تی اند تی (شامل اس‌بی‌سی)، ورایزن کامیونیکیشنز، و بل‌ساوت ارتباط نزدیک به ۵۰۰ میلیارد تماس تلفنی را در سال ۲۰۰۵ (میلادی) و نزدیک به ۲ تریلیون از اواخر سال ۲۰۰۱ (میلادی) تا ۲۰۰۷ (میلادی) برقرار کردند. گزارش شده به این چهار شرکت برای دادن این اطلاعات به آژانس امنیت ملی، پول داده شده‌است.

## استفاده
اگرچه چنین پایگاه داده تماس‌های تلفنی به این بزرگی، به تنهایی، ابزار خوبی برای استفاده در امنیت ملی نیست. اما می‌توان از آن به عنوان عنصری در تلاش برای داده‌کاوی و واکاوی‌های گسترده‌تر امنیت ملی استفاده کرد. این تلاش می‌تواند شامل افراد واکاونده‌ای شود که از داده، برای ربط دادن شماره تلفن‌ها با نام و پیوندها به اشخاص مورد نظر استفاده کنند. این هدف، نقطه تمرکز اخیر آژانس امنیت ملی برای بدست آوردن فناوری‌های کلیدی از شرکت‌های با فناوری پیشرفته در سیلیکون‌ولی و دیگر جاها بوده‌است. نرم‌افزارهای واکاوی پیوند مانند آنالیست نتبوک یا لینک اکسپلورر توسط سازمان‌های اجرای قانون برای سازماندهی و دیدن پیوندهایی که از طریق اطلاعاتی مانند تاریخچه تماس‌های تلفنی و سوابق مالی که از دیگر منابع به برنامه وارد شده‌اند، استفاده می‌شوند. از نرم‌افزار شبکه عصبی برای شناسایی الگوها و طبقه‌بندی داده و همچنین پیش‌بینی رویدادهای آینده استفاده می‌شود.
با استفاده از محاسبات روابط، ممکن است بتوان فهمید که کسی شماره تلفن خود را عوض کرده‌است. این کار با واکاوی و مقایسه الگوهای تماس انجام می‌شود.
تین‌ترد سامانه‌ای است که بیشترِ آن را ویلیام بینی طراحی کرد و فناوری‌ای را معرفی کرد که برای واکاوی داده استفاده می‌شد. تین‌ترد پیش از پایگاه داده مین‌وی وجود داشت اما از پروژه تریلبلیزر کنار گذاشته شد. مایکل هیدن رئیس پیشین آژانس امنیت ملی در یک مصاحبه اعتراف کرد که: "ما به این نتیجه رسیدیم که [تین‌ترد] اساساً خیلی خوب بود و باور کنید ما همه عناصر آنرا گرفتیم تا بهترین راه حل همه مشکلات خود را بیابیم. مشکل این بود که تین‌ترد نمی‌توانست از پس حجم ارتباطات دوران تازه بربیاید." تین‌ترد داده شخصی را رمزنگاری می‌کرد اما هرگز گفته نشده که سامانه‌های امروزی چنین کاری می‌کنند.

## واکنش‌ها
- در واکنش، دفتر ریاست‌جمهوری جرج دابلیو بوش از کنش خود دفاع کرد. اگرچه بود یا نبود چنین برنامه به احتمال زیاد غیرقانونی را رد نکرد.[۱۸] بر پایه دبیر مطبوعاتی کاخ سفید: "کنش‌های اطلاعاتی ایالات متحده، قانونی، و لازم هستند و باید باشند تا از آمریکایی‌ها در برابر حملات تروریستی دفاع کنند."[۱]
- سناتور آرلن اسپکتر گفت که جلسه پرسش و پاسخی با مدیر عامل‌های اجرایی شرکت‌های مخابراتی که نام آن‌ها بُرده شده، برگزار می‌کند. از کمیته منتخب سنای ایالات متحده آمریکا در امور اطلاعاتی انتظار می‌رفت که در هنگام جلسه پرسش و پاسخ با ژنرال نیروی هوایی ایالات متحده آمریکا مایکل هیدن دربارهٔ گردآوری داده در هنگامیکه اداره‌کننده سازمان اطلاعات مرکزی (سیا) بوده، پرسیده شود. هیدن از ۱۹۹۹ (میلادی) تا ۲۰۰۵ رئیس آژانس امنیت ملی بوده‌است.[۱۹]
- در توضیح ناسازگاری آشکار پایگاه داده تلفنی آژانس امنیت ملی با اطمینان‌هایی که جرج دابلیو بوش در گذشته داده بود سخنگوی پیشین دبیر مطبوعاتی کاخ سفید نوت گینگریچ که از حزب جمهوری‌خواه بود به فاکس نیوز گفت: "من از چیزی که قابل دفاع نیست دفاع نمی‌کنم. ریاست‌جمهوری بوش وظیفه دارد تا با مردم آمریکا هماهنگ باشد. فکر نمی‌کنم هیچ آدم منطقی‌ای بتواند از روشی که آنها این موضوع را مدیریت کرده‌اند دفاع کند."[۲۰]
  - بعدها در برنامه پیش‌نویس:ملاقات با مطبوعات گینگریچ گفت: "هر کاری که انجام شده، قانونی بوده" و گفت که برنامه آژانس امنیت ملی، چیز غیرقابل دفاع را دفاع‌کردنی کرد "زیرا از اینکه بیایند و درباره کاری که می‌کنند حرف بزنند خودداری می‌کنند."[۲۱]
- سناتور جمهوری‌خواه لیندسی گراهام به فاکس نیوز گفت: "ایده گردآوری میلیون‌ها یا هزاران شماره تلفن، این چه ربطی به ردگیری دشمن دارد؟"[۲۲]
- رئیس کاخ گردهمایی جمهوری‌خواهان، دبورا پرایس گفت: "درحالیکه من به شدت از ردیابی القاعده پشتیبانی می‌کنم، ریاست‌جمهوری باید پاسخگوی پرسش‌های سختی درباه حفاظت از آزادی‌های فردی باشد."[۲۳]
- رهبر پیشین جمهوری‌خواهان در مجلس نمایندگان ایالات متحده آمریکا، جان بینر گفت: "من نگران چیزهایی هستم که درباره پایگاه داده تماس‌های تلفنی آژانس امنیت ملی خواندم."[۲۴]
- سناتور حزب دموکرات پاتریک لیهی، عضو برجسته کمیته سنای ایالات متحده آمریکا در امور قضایی گفت: "منظور شما این است که ده‌ها میلیون آمریکایی نیز به القاعده ربط دارند؟ ده‌ها میلیون آمریکایی هیچگونه رفتار مشکوکی ندارند. کِی این کار، متوقف می‌شود؟"[۲۳]
- در ۱۵ مه ۲۰۰۶ کمیسیونر کمیسیون ارتباطات فدرال، مایکل کاپس از این کمیسیون خواست که تحقیقی را در قانونی بودن فاش شدن تماس‌های تلفنی مردم آمریکا آغاز کند.[۲۵]
- در مه ۲۰۰۶ پت رابرتسون شنود تلفنی آژانس امنیت ملی را "ابزار ستم‌گری و بیداد" خواند.[۲۶]
- در مه ۲۰۰۶ رهبر اکثریت پیشین جمهوری‌خواهان، ترنت لات گفت: "مردم نگران چه هستند؟ مشکل چیست؟ شماها کاری می‌کنید که نباید بکنید؟"[۲۷]
- در ۱۶ مه ۲۰۰۶ هر دو شرکت ورایزن کامیونیکیشنز[۲۸] و بل‌ساوت[۲۹] اعلام کردند که نه تنها تماس‌های تلفنی را به آژانس امنیت ملی نداده‌اند بلکه آژانس امنیت ملی هیچگاه تماسی در این باره با آن‌ها نگرفته‌است.
- در ۳۰ ژوئن ۲۰۰۶ بلومبرگ گزارش کرد که در دادگاه ناحیه‌ای جنوب نیویورک، وکلای پرونده مک‌ماری علیه ورایزن کامیونیکیشنز با شماره ثبت 06cv3650 در نوشته‌های دادگاهی خود علیه ورایزن کامیونیکیشنز در ۲۳ ژوئن ۲۰۰۶ آورده‌اند که "هفت ماه پیش از حملات ۱۱ سپتامبر، آژانس امنیت ملی از ای‌تی اند تی خواسته بود به آنها در راه‌اندازی سامانه نظارت بر تماس‌های داخلی کمک کنند".[۳۰]

## نظارت بر اینترنت

### مجله وایرد
در ۲۲ مه ۲۰۰۶ گزارشگر تحقیقی، سیمور هرش و مجله وایرد آشکار کردند که بخشی از برنامه آژانس امنیت ملی، نصب تقسیم کننده‌های پرتو برای مسیریابی هسته‌های بسیاری از شرکت‌های مخابراتی و هاب‌های اصلی ترافیک اینترنتی است. این کار به اتاق سیاهی به نام "اتاق ۶۴۱ای" اجازه دسترسی مستقیم به داده اینترنت را می‌دهد. این اتاق به بیشتر شرکت‌های مخابراتی آمریکا و ترافیک اینترنت اجازه می‌دهد که پایگاه داده خود را به آژانس امنیت ملی، تغییر مسیر دهند. آژانس امنیت ملی از آن اتاق برای شنود و صدور مجوزهای بازرسی پلیس بدون حکم دادگاهی ده‌ها هزار آمریکایی استفاده می‌کند.
بر پایه مشاور امنیتی‌ای که در این برنامه کار کرده: "کاری که شرکت‌های مخابراتی می‌کنند بدتر از در اختیار گذاشتن اطلاعات تماس‌های تلفنی است، آنها اجازه دسترسی به همه داده را می‌دهند." مقام رسمی ارشد اطلاعاتی پیشین گفته: "این مانند تحویل‌گرفتن جعبه‌ای از قبض ماهانه تماس‌های تلفنی که به ترتیب الفبا مرتب شده‌اند نیست آژانس امنیت ملی، اطلاعات روزانه و کاربردی دریافت می‌کند."

### عقب‌نشینی جزئی
در ۳۰ ژوئن ۲۰۰۶ یواس‌ای تودی برای عقب‌نشینی جزئی به خاطر مقاله جنجالی ماه پیش خود نوشته‌ای را چاپ کرد: " همچنین یواس‌ای تودی دوباره با منابعی که اطلاعاتی درباره هدف و درونمایه پایگاه داده‌های تماس‌های تلفنی را در اختیار گذاشتند صحبت کرد. همه آنها گفتند که گزارش چاپ شده به دقت، یافته و دریافته‌های آنها از برنامه آژانس امنیت ملی را بیان می‌کند اما هیچیک از آنها نتوانستند سندی بر ارتباط بین بل‌ساوت و ورایزن کامیونیکیشنز و آژانس امنیت ملی یا شرکت‌هایی که تماس‌های تلفنی را در اختیار آژانس امنیت ملی می‌گذارند نشان دهند. بر پایه‌گذارش‌های پس از مقاله ۱۱ مه، یواس‌ای تودی حالا به این نتیجه رسیده که درحالیکه آژانس امنیت ملی یک پایگاه داده بزرگ از تماس‌های تلفنی داخلی می‌سازد که شامل تاریخچه تماس‌های تلفنی داخلی شرکت‌های مخابراتی می‌شود این روزنامه نمی‌تواند همکاری بل ساوت و ورایزن کامیونیکیشنز با آژانس امنیت ملی را در فراهم آوردن فله‌ای تاریخچه سوابق تلفنی به پایگاه داده آن آژانس تایید کند."

## رد کردن‌ها
پنج روز پس از چاپ گزارش مین‌وی، مقام‌های بل‌ساوت گفتند که نتوانستند مدرکی بر فرستادن تاریخچه تماس‌های تلفنی پیدا کنند: "بر پایه بازبینی ما تا امروز، تایید می‌کنیم که چنین چیزی وجود ندارد و ما تاریخچه تماس‌های تلفنی کاربران خود را به صورت فله‌ای در اختیار آژانس امنیت ملی، قرار نمی‌دهیم." یواس‌ای تودی پاسخ داد که مقام‌های بل‌ساوت، در تماسی که یک روز پیش از چاپ این گزارش با آن‌ها گرفته شد چنین چیزی را رد نکردند. ورایزن کامیونیکیشنز نیز تأکید کرد که چنین کاری را نمی‌کند.
بر پایه قوانین امنیتی آمریکا (15 U.S.C. 78m(b)(3)(A)) هنگامی که رئیس یک آژانس یا سازمان به درستی بر پایه حکم رئیس‌جمهور ایالات متحده آمریکا عمل می‌کند شرکت‌های مخابراتی اجازه دارند در مواردی مانند امنیت ملی از حسابرسی درست در استفاده از دارایی‌های خود، جلوگیری کنند. این قانون اساساً به این معنی است که هنگامیکه رئیس‌جمهور آمریکا به خاطر امنیت ملی تصمیم به چنین کاری می‌گیرد شرکت‌ها می‌توانند در گزارش‌های بازرسی خود دست ببرند و دربارهٔ کنش‌های خود دروغ بگویند. درست هنگامیکه رسوایی پایگاه داده تماس‌های تلفنی در رسانه‌ها مطرح شد در ۵ مه ۲۰۰۶ جورج بوش در یک یادداشت ریاست‌جمهوری، چنین تصمیم‌گیری را به اداره‌کننده اطلاعات ملی جان نگروپونتی واگذار کرد.

## کنش‌های حقوقی
در ۳۱ ژانویه ۲۰۰۶ بنیاد مرزهای الکترونیکی دادخواستی را در اینباره علیه ای‌تی اند تی ارائه کرد با این ادعا که این شرکت به آژانس امنیت ملی، دسترسی به پایگاه داده خود را داده است. یواس‌ای تودی نیز در مقاله‌ای چنین اتهامی را مطرح کرد. ورایزن کامیونیکیشنز و بل‌ساوت ادعا کردند که آژانس امنیت ملی هرگز با آن‌ها صحبت نکرده و آن‌ها هیچ اطلاعاتی به آژانس امنیت ملی نداده‌اند بنابراین هنگامی که رئیس‌جمهور آمریکا فکر می‌کند که گفتن واقعیت، امنیت ملی را به خطر می‌اندازد کدهای قانونی ایالات متحده به شرکت‌ها اجازه می‌دهند دربارهٔ کنش‌های خود دروغ بگویند.
در ۶ ژوئن ۲۰۱۳ در آغاز رسوایی‌های گسترده اسناد محرمانه بدست ادوارد اسنودن، وکیل مدعی‌العموم محافظه‌کار و بنیان‌گذار دیده‌بان دادگستری، لری کلیمن دادخواستی (به نام "کلیمن علیه اوباما") را به دادگاه برد که قانونی بودن و جایگاه اجرایی دولت در گردآوری فله‌ای فراداده تاریخچه تماس‌های تلفنی را به چالش می‌کشید. در ۱۰ ژوئن ۲۰۱۳ اتحادیه آزادی‌های شهروندی آمریکا و کلینیک اطلاعات و آزادی رسانه‌ای مدرسه حقوق ییل پرونده‌ای را در دادگاه نظارت بر اطلاعات خارجی گشودند و از آن دادگاه خواستند که در همان آغاز درز اطلاعات در روزنامه گاردین دربارهٔ حکم دادگاه نظارت بر اطلاعات خارجی برای گردآوری فراداده تماس‌های تلفنی ورایزن کامیونیکیشنز، دیدگاه‌های پنهانی دادگاه نظارت بر اطلاعات خارجی دربارهٔ لایحه میهن‌دوستی به اطلاع همه برسند. در ۱۱ ژوئن ۲۰۱۳ اتحادیه آزادی‌های شهروندی آمریکا دادخواستی (به نام "اتحادیه آزادی‌های شهروندی آمریکا علیه کلپر") را علیه اداره‌کننده امنیت ملی آن هنگام، جیمز کلپر به دادگاه برد و قانونی بودن دسترسی آژانس امنیت ملی به فراداده تماس‌های تلفنی را به چالش کشید. هنگامیکه قاضی در هر پرونده، حکم متفاوتی با پرونده دیگری داد،گری اشمیت (رئیس پیشین کارکنان کمیته منتخب سنای ایالات متحده در امور اطلاعات) در ویکلی استاندارد نوشت: "این تصمیم دوگانه، باعث سردرگمی مردم درباره قانونی بودن برنامه گردآوری داده آژانس امنیت ملی می‌شود-یک جور دورویی است." اتحادیه آزادی‌های شهروندی آمریکا این تصمیم را در دادگاه استیناف حوزه دوم ایالات متحده آمریکا به چالش کشید. در سال ۲۰۱۵ (میلادی) قاضی این دادگاه به نام جرارد ای. لینچ، حکم داد که بخش ۲۱۵ لایحه میهن‌دوستی اجازه گردآوری فله‌ای فراداده را نمی‌دهد و اندازه اطلاعات گردآوری شده را سرسام‌آور خواند.
در نوامبر ۲۰۱۴ دادگاه استیناف واشینگتن به دعوی طرفین پرونده "کلیمن علیه اوباما" رسیدگی کرد. در هنگام گوش دادن به دفاعیات، وکیل وزارت دادگستری اچ. توماس بیرن از گردآوری تماس‌های تلفنی آژانس امنیت ملی دفاع کرد و گفت: "دولت هرگز، همه یا تقریباً همه تماس‌های تلفنی را ضبط نکرده و نمی‌کند."

### ادعاها

#### نیوجرسی
با افشای تکان‌دهنده پایگاه داد تماس‌های تلفنی آژانس امنیت ملی، پرینستون ان. جی بر پایه وکالت کارل مایر و بروس آرفان در ۱۲ مه ۲۰۰۶ در دادگاه فدرال حوزه منهتن، دادخواستی علیه ورایزن کامیونیکیشنز ارائه کرد. این دادخواست برای هر بار نقض لایحه مخابرات ۱۹۹۶ برابر ۱۰۰۰ دلار آمریکا جریمه می‌خواست که اگر دادگاه، حکم به اجرای این دادخواست می‌داد باید ۵ میلیارد دلار پرداخت می‌شد.

#### اورگن
در ۱۲ مه ۲۰۰۶ کَسی از ایالت اورگن با ارائه دادخواستی، از ورایزن کامیونیکیشنز نورت‌وست ۱ میلیارد دلار طلب کرد.

#### مِین
در ۱۳ مه ۲۰۱۶، ۲۱ نفر از مردم ایالت مِین، با طرح شکایتی، از کمیسیون خدمات عمومی خواستند تا از ورایزن کامیونیکیشنز پاسخ بگیرد که آیا ورایزن کامیونیکیشنز بدون آگاهی یا اجازه کاربر، اطلاعات و تاریخچه تماس‌های تلفنی را به حکومت فدرال ایالات متحده آمریکا داده است؟ زیرا بر پایه قانون ایالت مین هنگامی که دست کم ۱۰ نفر از کاربران یک گونه خدمات، در دادخواستی از آن گونه خدمات شکایت می‌کنند کمیسیون خدمات عمومی باید آن را پیگیری کند.

#### کالیفرنیا
مدت کوتاهی پس از رسوایی پایگاه داده تماس‌های تلفنی آژانس امنیت ملی، بنیاد مرزهای الکترونیکی، دادخواستی را در سان فرانسیسکو مطرح کرد که به پروند "هپتینگ علیه ای‌تی اند تی" شناخته می‌شود.

### پاسخ وزارت دادگستری
در ۱۴ مه ۲۰۰۶ لس آنجلس تایمز گزارش کرد که وزارت دادگستری ایالات متحده آمریکا با اشاره به آسیب احتمالی به امنیت ملی، خواستار پایان ارائه دادخواست‌های شنود علیه ای‌تی اند تی شد.
در ۲۸ آوریل ۲۰۰۶ حکومت فدرال آمریکا در بیانیه‌ای دربارهٔ ای‌تی اند تی گفت که می‌خواهد بر پایه امتیاز اسرار دولتی، درخواست رد کیفرخواست‌ها را بدهد.

## وضعیت قانونی
پایگاه داده تماس‌های تلفنی آژانس امنیت ملی، مورد تأیید دادگاه نظارت بر اطلاعات خارجی قرار نگرفت زیرا با لایحه نظارت بر اطلاعات خارجی همخوانی نداشت. دادگاه نظارت بر اطلاعات خارجی در سال ۱۹۷۸ (میلادی) بنیان‌گذاری شد تا پنهانی، اجازه دسترسی به اطلاعات تماس‌های تلفنی و شنود ارتباطات مشکوک ماموران خارجی در خاک آمریکا را بدهد. استاد دانشکده حقوق دانشگاه استنفورد، چیپ پیتس، در واشینگتن اسپکتیتور، نگاهی کلی به نگرانی‌های قانونی مرتبط انداخت.
جدا از این پرسش که آیا این پایگاه داده، تحت لایحه نظارت بر اطلاعات خارجی، قانونی است یا نه، این پرسش وجود دارد که آیا متمم چهارم قانون اساسی آمریکا، درونمایه تماس‌های تلفنی را نیز به عنوان بخشی از حق حریم شخصی در بر می‌گیرد؟ این موضوع، مشخص نیست. چون قانون اساسی آمریکا هیچ پایبندی ویژه قانونی‌ای به محرمانگی مکاتبات و گفتگوها ندارد، هرگونه حفاظت از ارتباطات، گونه‌ای بسط قانونی حفاظت از حریم شخصی فراهم شده برای "خانه‌ها و روزنامه‌ها" است. اما این دوباره وابسته به الزامات انعطاف‌پذیر از انتظارات منطقی از حریم شخصی است.
مرتبط‌ترین پرونده با این موضوع در دیوان عالی ایالات متحده آمریکا، اسمیت علیه مریلند (۱۹۷۹) است. در این پرونده، دادگاه به ثبت کننده‌های اطلاعات ارتباطی اشاره کرد. ثبت‌کننده اطلاعات ارتباطی، دستگاهی مکانیکی است که شماره تلفن‌های گرفته شده از یک تلفن را ضبط می‌کند اما جزئیات تماس را ضبط نمی‌کند. دادگاه حکم داد که متمم چهارم قانون اساسی آمریکا ثبت کننده‌های اطلاعات ارتباطی را در بر نمی‌گیرد: "نصب و استفاده از ثبت کننده‌های اطلاعات ارتباطی وسیله‌ای برای 'جستجو' نیست و نیازی به حکم دادگاهی نیست." و در کل: "این دادگاه همواره تصریح کرده که یک فرد نمی‌تواند هیچ انتظار قانونی از حریم شخصی اطلاعاتی که خود او داوطلبانه به شخص ثالث می‌دهد داشته باشد."
اگرچه، ممکن است کنش‌های گردآوری داده، بر پایه دیگر قوانین حریم شخصی مخابرات، غیرقانونی باشد.

### لایحه ارتباطات نگهداری شده
لایحه ارتباطات نگهداری شده ۱۹۸۶ (18 U.S.C. § 2701) فرستادن اطلاعات، بدون حکم دادگاه را منع می‌کند. قانون به مصرف‌کننده اجازه می‌دهد نقض قانون را پیگیری کند.
ممکن است یک نهاد دولتی به داده کابل یا ارتباطات الکترونیکی یک شرکت رساننده خدمات مخابراتی، نیاز داشته باشد. در آن صورت، این نهاد، تنها با حکم دادگاه با روند قضایی تعریف شده در روند جنایی قوانین فدرال می‌تواند به این داده دسترسی داشته باشد.
اگرچه همان لایحه ارتباطات نگهداری شده می‌گوید اگر دادستان کل ایالات متحده آمریکا رأی بدهد که نیازی به دستور یا حکم دادگاه نیست و نیاز به نظارت هست شرکت‌های تلفنی اجازه دارند رفتار الکترونیکی را نظارت کنند:
اگر نامه کتبی دادستان کل ایالات متحده آمریکا به شرکت‌های تلفنی داده شود که بر پایه قانون، نیازی به حکم یا دستور دادگاه نیست و همه الزامات قانونی رعایت شده‌اند و به آن کمک ویژه نیاز است، شرکت‌های تلفنی اجازه دارند ارتباطات را شنود کنند یا نظارت الکترونیکی داشته باشند.— 18 U.S.C. § 2511(2)(a)(ii)، 
هنگامی که "قانون اساسی فدرال یا قوانین ایالتی، نقض شوند بزهی رخ دهد" لایحه ارتباطات نگهداری شده تنبیه‌های ویژه‌ای را برای زیر پا گذاشتن قانون در نظر می‌گیرد.
در پایان، لایحه ارتباطات نگهداری شده به کاربری که شرکت تلفنی، اطلاعات او را فرستاده، اجازه می‌دهد که از آن شرکت در دادگاه مدنی برای ۱) آسیب واقعی به کاربر ۲) هر سودی که شرکت تلفنی بدست می‌آورد ۳) خسارت‌های تنبیهی و ۴) هزینه‌های دادگاهی شکایت کند. کمترین بازپرداخت به کاربری که دادخواهی که دادخواهی او برای موارد ۱ و ۲ پذیرفته شده، برابر ۱۰۰۰ دلار است.
ممکن است دادگاه به این نتیجه برسد که آسیب‌های شهروندی تحت این بخش، به عنوان مجموع خسارات وارده که به شاکی وارده شده و هرگونه سودی که نقض کننده در نتیجه نقض بدست آورده، باید ارزیابی شود و بازپرداخت نباید کمتر از ۱۰۰۰ دلار باشد. اگر تخلف، عمدی یا آگاهانه باشد ممکن است دادگاه، خسارت‌های تنبیهی وضع کند. در صورت موفقیت‌آمیز بودن شاکی برای اجرای مسئولیت تحت این بخش، دادگاه می‌تواند هزینه‌هایی را که شاکی پرداخت کرده به همراه هزینه معقول برای وکیل را نیز ارزیابی و از خواهان بگیرد.— 18 U.S.C. § 2707(c) damages، 

### لایحه دستیاری ارتباطات برای اجرای قانون
پس از آنکه لایحه دستیاری ارتباطات برای اجرای قانون با رأی یک‌صدا به تصویب مجلس نمایندگان و سنای آمریکا رسید رئیس‌جمهور پیشین آمریکا، بیل کلینتون در ۱۹۹۴ (میلادی) آن را امضا کرد. این قانون به اجرا در آمد تا "وظیفه شرکت‌های مخابراتی در همکاری با دولت در شنود ارتباطی با هدف اجرای قانون و هدف‌های دیگر را بیان و روشن کند." این لایحه می‌گوید که دستور دادگاه، تنها راه دستیابی به تماس‌های تلفنی نیست: "یک شرکت مخابراتی باید مطمئن باشد که هرگونه شنود ارتباطی با دسترسی به تماس‌های مخابراتی در سوئیچینگ خود، تنها بر پایه دستور دادگاه یا مراجع قضایی دیگر انجام می‌شود."

### پیشینه تاریخی
دادگاه نظارت بر اطلاعات خارجی تحت تأثیر پیشنهادهای کمیته چرچ قرار گرفت که طیف گسترده‌ای از اطلاعات و برنامه‌ها و سوانح اطلاعاتی متقابل را بررسی می‌کند. نمونه آن برنامه‌های ارتش آمریکا و برنامه کوینتلپرو اداره تحقیقات فدرال (اف‌بی‌آی) است.
در ۱۹۷۱ (میلادی) پس از آنکه چندین پرونده دزدیده شده اداره تحقیقات فدرال (اف‌بی‌آی) به خبرگزاری‌ها رسید، رسانه‌های آمریکا گزارش کردند که برنامه کوینتلپرو هزاران آمریکایی را دهه ۱۹۶۰ (میلادی) هدف گرفته‌است. در گزارش پایانی کمیته چرچ سنا که کوینتلپرو را بررسی می‌کرد آمده:
آژانس‌های دولتی زیادی از مردمِ زیادی جاسوسی کرده‌اند و اطلاعات زیادی گردآوری شده است. حکومت آمریکا برای اهداف سیاسی خود، پنهانی بر مردم نظارت می‌کند حتی آنهایی که تهدیدی بر خشونت نیستند یا کار غیر قانونی برای یک قدرت متخاصم خارجی انجام نمی‌دهند. حکومت آمریکا اصولاً از خبرچین‌های پنهانی استفاده می‌کند اما از روش‌های مداخله‌جویانه دیگری مانند شنود ارتباطات مخابراتی، کارگذاشتن میکروفون، بازکردن یواشکی نامه، و دخالت فیزیکی نیز استفاده می‌کند تا اطلاعات زیادی درباره زندگی شخصی، دیدگاه، و روابط اجتماعی مردم آمریکا بدست آورد. بررسی گروه‌هایی که بالقوه خطرناک انگاشته می‌شوند - و حتی گروه‌هایی که مشکوک به همکاری با گروه‌های احتمالاً خطرناک هستند - برای دهه‌ها ادامه داشته است. اگرچه این درست که هیچکدام از این گروه‌ها هرگز کار غیر قانونی نکرده‌اند.

### قانونی بودن
قانونی بودن شنود تلفنی گسترده، هرگز مورد پذیرش دادگاه نبوده‌است. اما در ۱۰ ژوئیه ۲۰۰۸ مجلس نمایندگان آمریکا برای نظارت بالقوه غیرقانونی داخلی، به دولت و شرکت‌های مخابراتی مصونیت گسترده داد. این لایحه در هنگام اوج کمپین انتخابات ریاست‌جمهوری ایالات متحده آمریکا (۲۰۰۸) تصویب شد و سپس به تصویب سنا رسید. باراک اوباما سناتور حزب دموکرات از ایلینوی در برابر سناتور جان مک‌کین از حزب جمهوری‌خواه ایالت آریزونا بود.
اوباما از این لایحه طرفداری زیادی کرد. او قول داد که برای جلوگیری از سوء استفاده، این برنامه را "به دقت زیر نظر داشته باشد" اما گفت: "با توجه به خطرهایی که ما با آن روبرو هستیم، فراهم‌آوری ابزارهای گردآوری گسترده اطلاعات به همراه سپر دفاعی مناسب، بسیار مهم است و نباید تاخیری در آن باشد. بنابراین، من، این سازش را می‌پذیرم." هنگامیکه جزئیات تماس‌های تلفنی همه شرکت‌های بزرگ مخابراتی به آژانس امنیت ملی داده می‌شود بحث دربارهٔ اینکه آیا سپر دفاعی مناسبی پدید آمده، سخت است.
در ۲۹ اوت ۲۰۱۳ دادگاه نظارت بر اطلاعات خارجی، دیدگاهی را فاش کرد که قاضی دادگاه فدرال حوزه شمال اکلاهما، کلیر ایگان نوشته بود: "تا هنگامی که خودِ گفتگوی تماس تلفنی شنود نشود، متمم چهارم قانون اساسی از فراداده‌ای که شامل شماره تلفن، تاریخ، زمان، و مدت زمان تماس می‌شود پشتیبانی نمی‌کند." به عنوان گزینه، قاضی ایگان نوشت: "گردآوری داده تحت بخش ۲۱۵ لایحه میهن‌دوستی، مجاز است و به اداره تحقیقات فدرال (اف‌بی‌آی) اجازه می‌دهد اگر زمینه منطقی برای ارتباط باورپذیر بین تروریسم و تاریخچه تماس‌های تلفنی وجود داشته باشد برای نظارت دقیق، دستور دهد." این گزینه به اداره تحقیقات فدرال (اف‌بی‌آی) اجازه می‌دهد که "از اهداف 'ناشناخته‌ای' که 'تروریست' شناخته می‌شوند اطلاعات، گردآوری کند." بر پایه نیویورک تایمز "قاضی‌های دیگر نیز به طور معمول، هر ۹۰ روز، اجازه کار برنامه گردآوری داده را تمدید می‌کنند."

## کنش سیاسی
در هفته‌ای که پایگاه داده تماس‌های تلفنی آژانس امنیت ملی، برملا شد کمیته سنای ایالات متحده در امور خدمات مسلحانه جلسه پرسش و پاسخی را با افشاگر آژانس امنیت ملی راسل تایس برگزار کرد. تایس نشان داد که شهادت او اطلاعاتی به غیر از کنش‌های غیرقانونی پایگاه داده تماس‌های تلفنی آژانس امنیت ملی را آشکار می‌کند که هنوز به مردم گفته نشده‌است و حتی برخی کارمندان آژانس امنیت ملی نیز می‌دانند که آنچه را که انجام می‌دهند غیرقانونی است. تایس همچنین به نشنال جورنال گفت که اگر شهادت او اطلاعاتی دربارهٔ زیر نظر گرفتن شهروندان آمریکایی از فضای بیرونی با ماهواره‌های جاسوسی را نیز در برمی‌گیرد "تایید یا رد نمی‌کند." اگرچه این جلسه پرسش و پاسخ، بدون هیچ دلیلی علنی نشد.

## رای‌گیری
- در رای‌گیری نیوزویک که بین ۱۱ و ۱۲ مه ۲۰۰۶ برگزار شد ۱۰۰۷ نفر شرکت کردند و ٪۵۳ آمریکایی‌های گفتند که "برنامه نظارتی آژانس امنیت ملی بسیار فراتر از نقض حریم شخصی رفته است" و ٪۵۷ گفتند به خاطر اخبار داده‌کاوی آژانس امنیت ملی و دیگر چیزها، فکر می‌کنند کارهای دیک چینی و جورج بوش "فراتر از قدرت ریاست جمهوری است." در حالیکه ٪۴۱ آن را ابزاری برای "مبارزه با تروریسم می‌دانند" و ٪۳۵ فکر می‌کنند کنش‌های رئیس‌جمهور، کار درستی است.[۶۵]
- بر پایه رای‌گیری تلفنی واشینگتن پست از ۵۰۲ نفر که در ۱۱ مه ۲۰۰۶ انجام شد ٪۶۳ مردم آمریکا از برنامه آژانس امنیت ملی، پشتیبانی و ٪۳۵ آن را رد کردند؛ ٪۶۶ مشکلی با گردآوری تماس‌های تلفنی خود بدست آژانس امنیت ملی نداشتند درحالیکه ٪۳۴ داشتند؛ ٪۵۶ فکر می‌کردند اطلاع‌رسانی از وجود این برنامه، کار درستی بود ٪۴۲ فکر می‌کردند کسی نباید چیزی از این برنامه بداند. اما این نتایج، بعدها با بیشتر شدن شمار پرسش‌شوندگان تغییر کرد.[۶۶] به ویژه رای‌گیری یواس‌ای تودی/گالوپ نشان داد که ٪۵۱ مخالف برنامه و ٪۴۳ موافق برنامه بودند.[۶۷]

## ارتباطات کویست
گزارش یواس‌ای تودی نشان داد که مدیر عامل اجرایی یواس‌ای تودی، جوزف ناکیو گفت به اصرار آژانس امنیت ملی بر اینکه نیازی به حکم دادگاه ندارد شک دارد. در چانه‌زنی‌ها آژانس امنیت ملی، این شرکت را تحت فشار گذاشت تا داده تماس‌های تلفنی خود را به آن آژانس بدهد. وکیل کویست از آژانس امنیت ملی خواست تا تاییدیه دادگاه نظارت بر اطلاعات خارجی را بگیرد. هنگامیکه آژانس امنیت ملی نشان داد که به دنبال چنین تاییدیه‌ای نیست مدیر عامل اجرایی تازه کویست، ریچارد نوتبائرت، درخواست دسترسی آژانس امنیت ملی را رد کرد. بعدها تی-موبایل، جداگانه اعلام کرد که با نظارت‌های بدون حکم دادگاه، همکاری نمی‌کند.